# Brilliance BS4
Der Brilliance BS4, Brilliance M2, Zhonghua Junjie, Zhonghua Zunchi oder Zhonghua M2 ist ein PKW der chinesischen Marke Brilliance, der im Laufe des Jahres 2007 auch auf dem deutschen Markt eingeführt werden sollte. 

## Beschreibung
Durch notwendige Nachbesserungen wurde der Verkaufsstart auf Herbst 2008 verschoben. Das Fahrzeug sollte dann durch Überarbeitung bessere Werte beim Crashtest bieten. Beim ADAC-Crashtest im März 2009 konnte das Fahrzeug jedoch nicht überzeugen und erhielt aufgrund fehlender Sicherheitsausstattungen keinen von fünf Sternen (nach alter Norm (bis 2009) hätte der BS4 noch 3 Sterne erhalten). Der Antrieb wird dabei von einem Mitsubishi-Vierzylinder-Reihenmotor mit 1,68 l oder 1,8 l Hubraum übernommen, der 74 kW bzw. 100 kW (101 PS bzw. 136 PS) leistet. Ein selbstentwickelter 1,8-Liter-Ottomotor mit Turbolader soll 125 kW (170 PS) leisten und ist in China bereits erhältlich. Ein Dieselmotor für den europäischen Markt sei in Entwicklung gewesen. In Nordkorea wird der BS4 als CKD-Bausatz montiert und unter dem Namen Pyeonghwa Huiparam II. In China trägt der BS4 die Namen ZhongHua Junjie und ZhongHua Zunchi. Als Importmodell für den Nahen Osten ist das Modell Brilliance ZhongHua M3 benannt.
Während das Turbo-Modell ausschließlich mit einem Vierstufen-Automatikgetriebe erhältlich ist, ist die Basismotorisierung nur mit einem manuellen Fünfgang-Getriebe lieferbar.
Einerseits soll der BS4 mit recht umfangreicher Ausstattung, wie zum Beispiel elektrisch verstellbaren Ledersitzen, Klimaautomatik, Einparkhilfe und ähnlichem Kunden gewinnen, andererseits ist das heutzutage in der Mittelklasse schon obligatorische ESP nicht lieferbar.
Nach Angaben des Herstellers war die Markteinführung für Anfang Oktober 2008 geplant. Eine Kombi-Variante war für das erste Quartal 2009 geplant.
In Ägypten wird das Modell als Brilliance Splendor im BMW-Werk der Bavarian Auto Manufacturing Company hergestellt. Erhältlich ist das Modell allerdings nur mit der 1,6-Liter-Motorisierung Mitsubishis. Die in Ägypten produzierten Einheiten sind zwei Millimeter kürzer als das chinesische Original und werden lediglich mit einem manuellen 5-Gang-Getriebe angeboten. Zur sicherheitstechnischen Standardausstattung zählen das Antiblockiersystem, eine elektronische Bremskraftverteilung sowie eine elektronische Differenzialsperre, je ein Fahrer- und Beifahrerairbag sowie ein Seitenaufprallschutz, der von BMW für den Brilliance Galena entwickelt wurde.

## Modellübersicht
- BS4, Stufenhecklimousine, 4-türig (2007–2016)
- BS4 Wagon, Kombi, 5-türig (2007–2016)

BS4 (2007–2013)
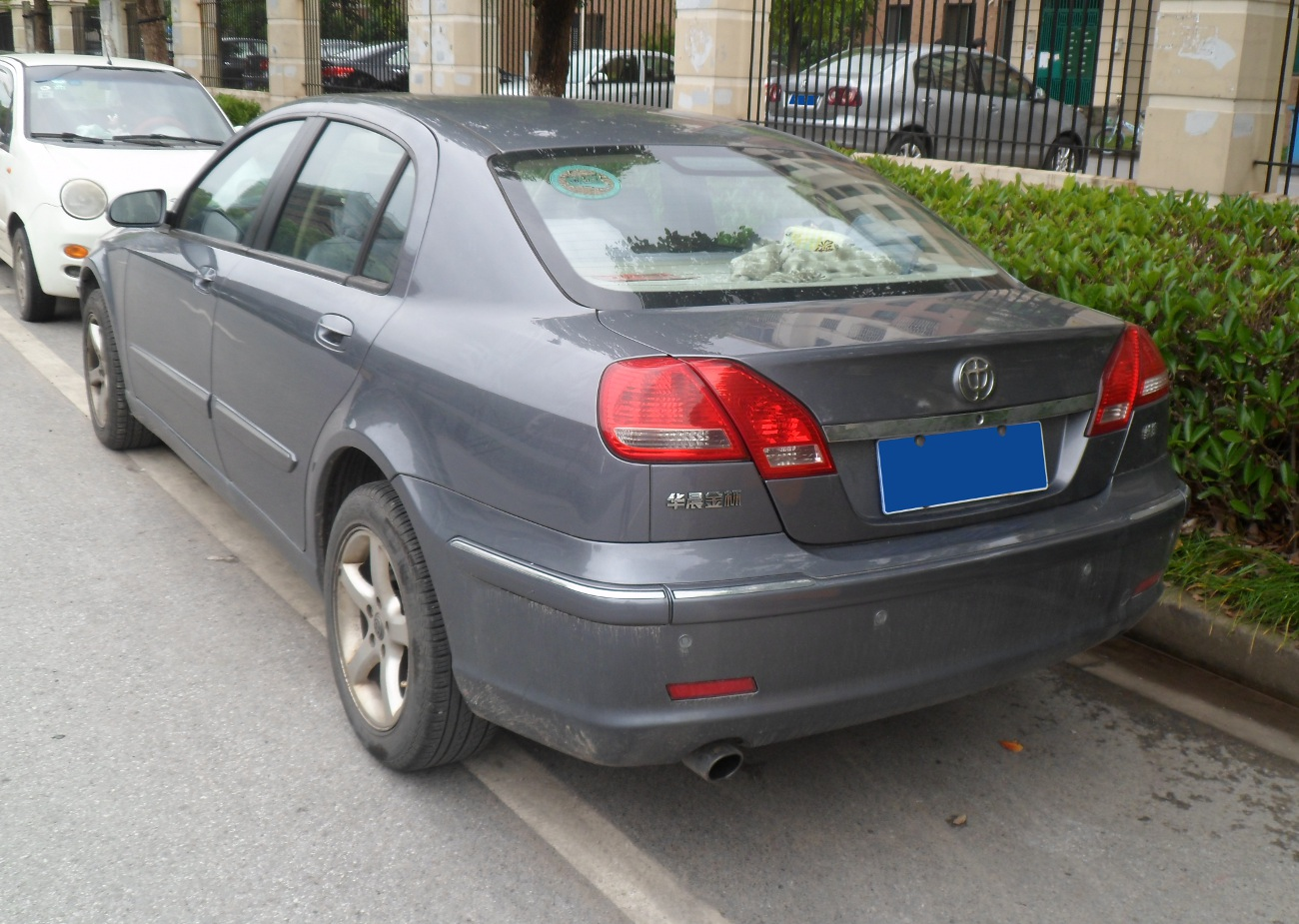
Heckansicht
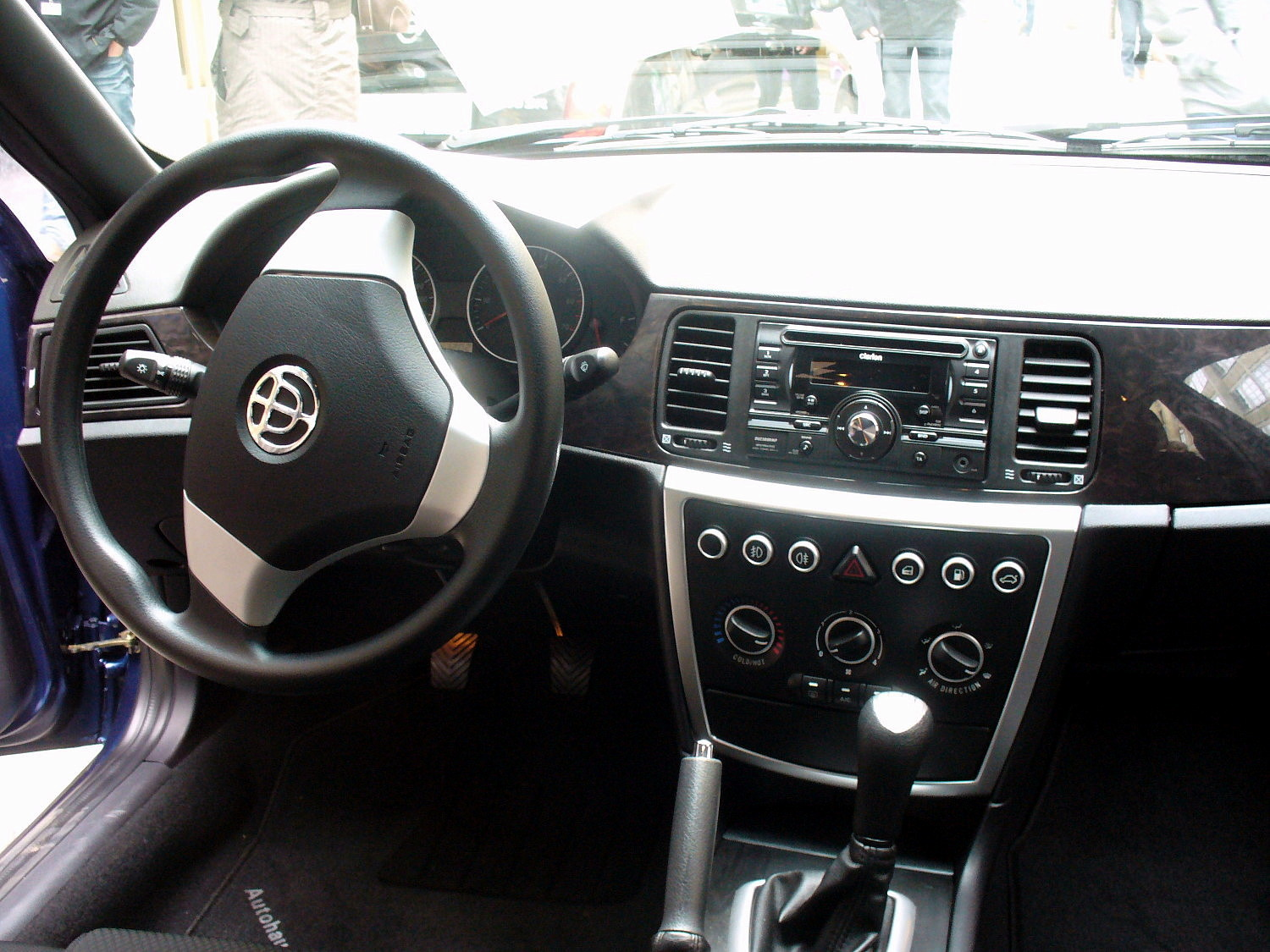
Interieur
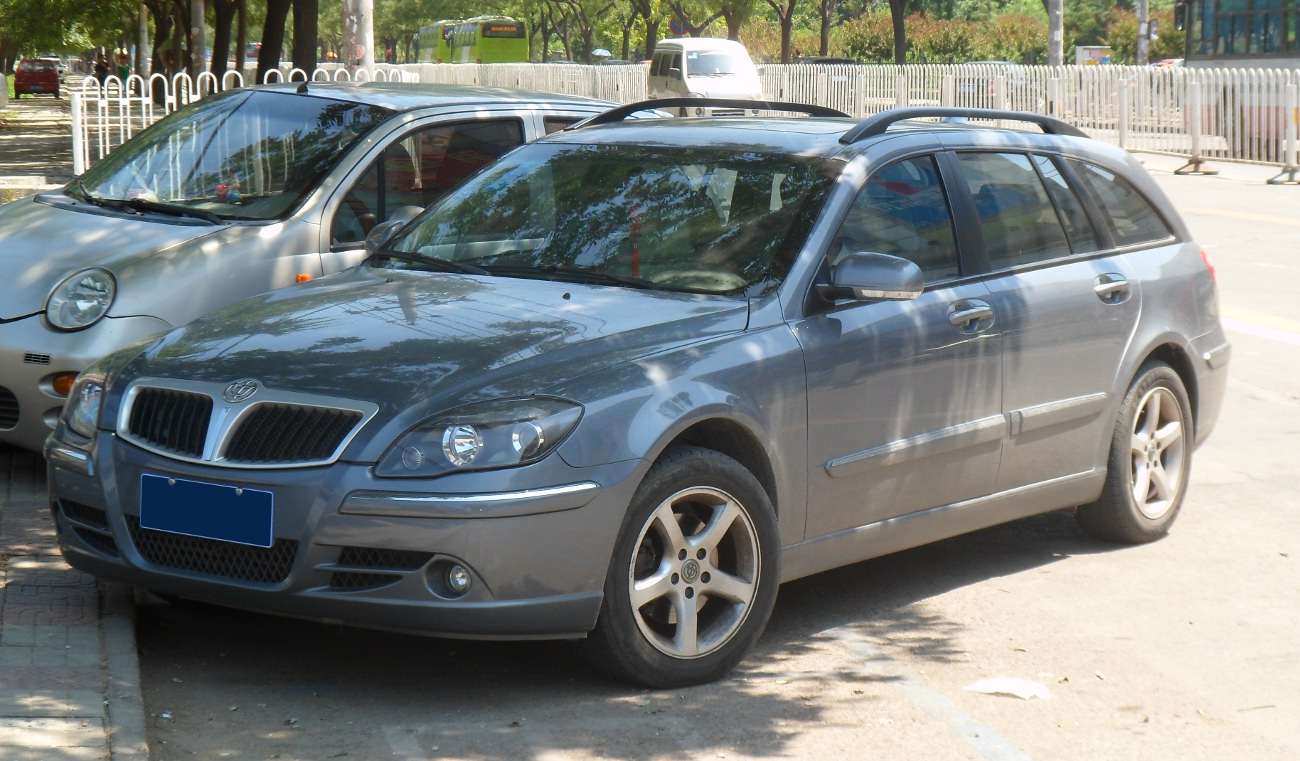
Frontansicht des BS4 Wagon
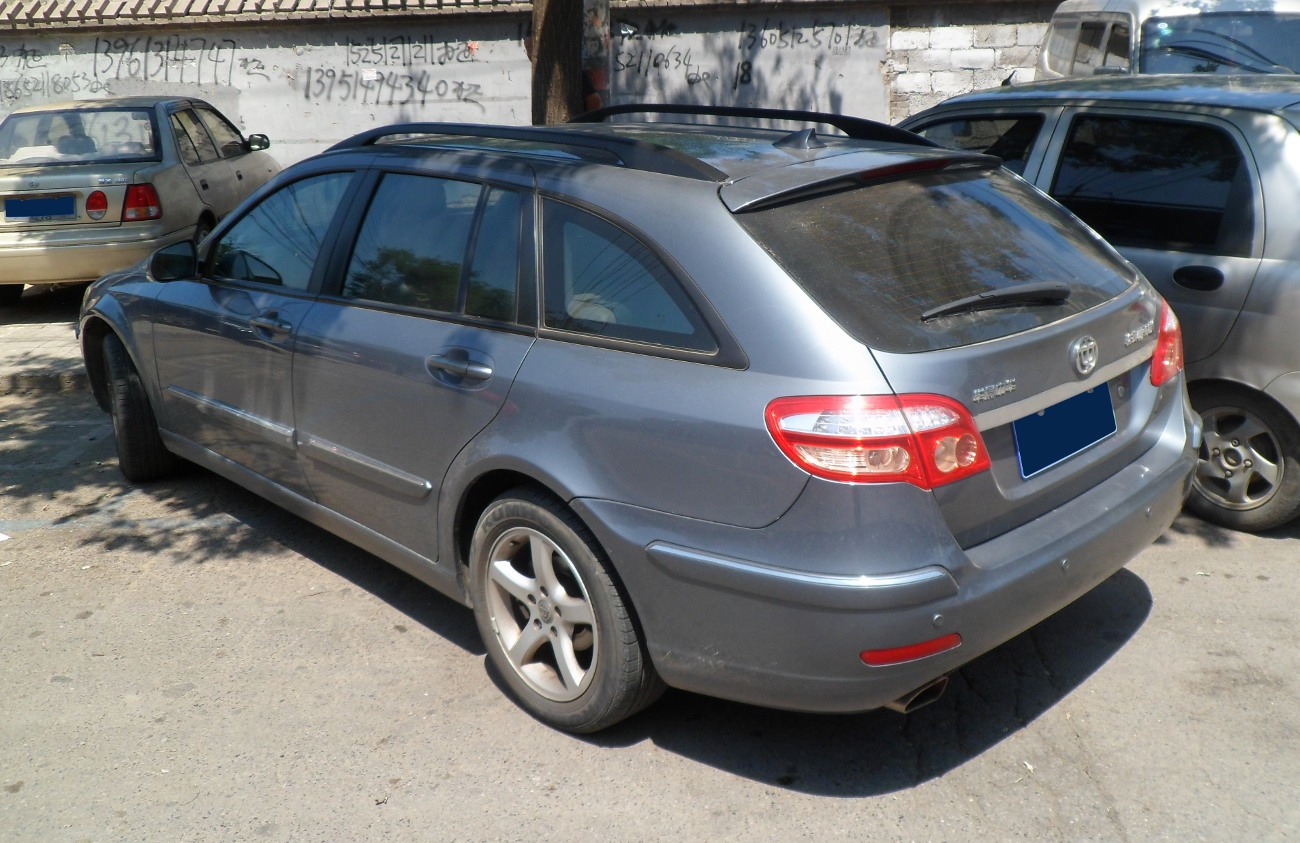
Heckansicht

BS4 (2013–2016)
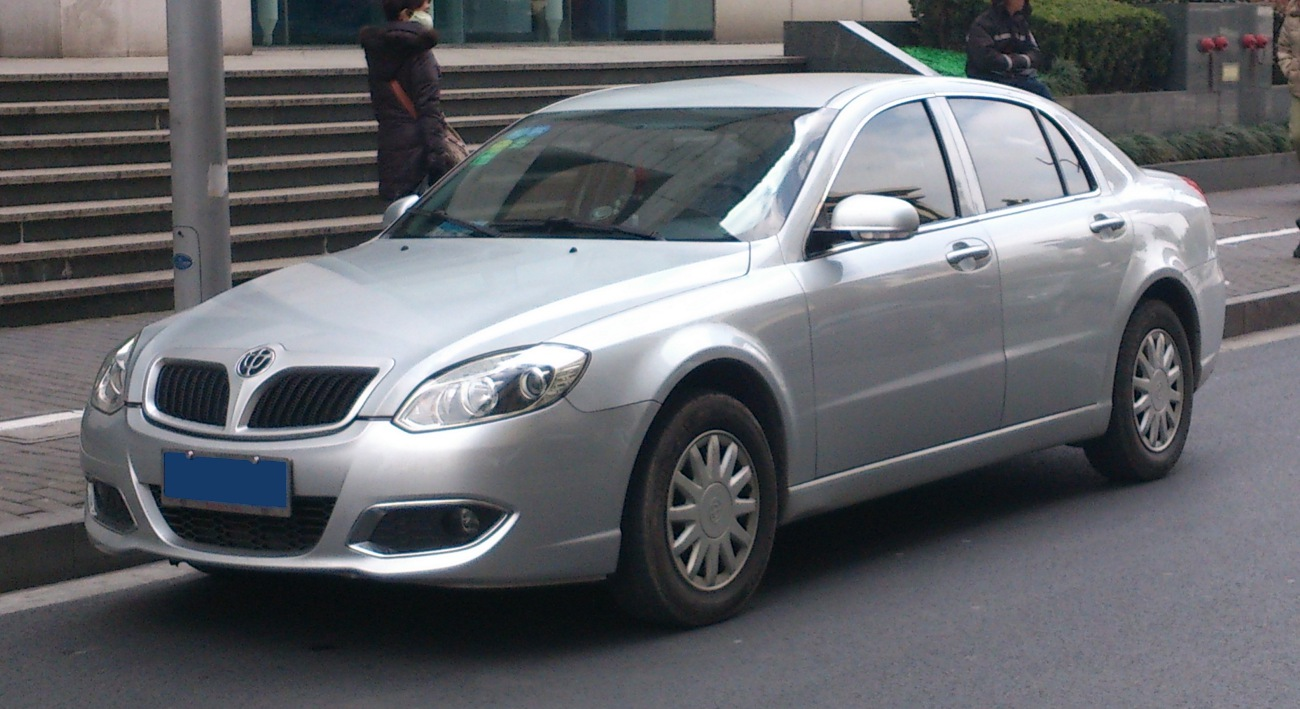
Frontansicht
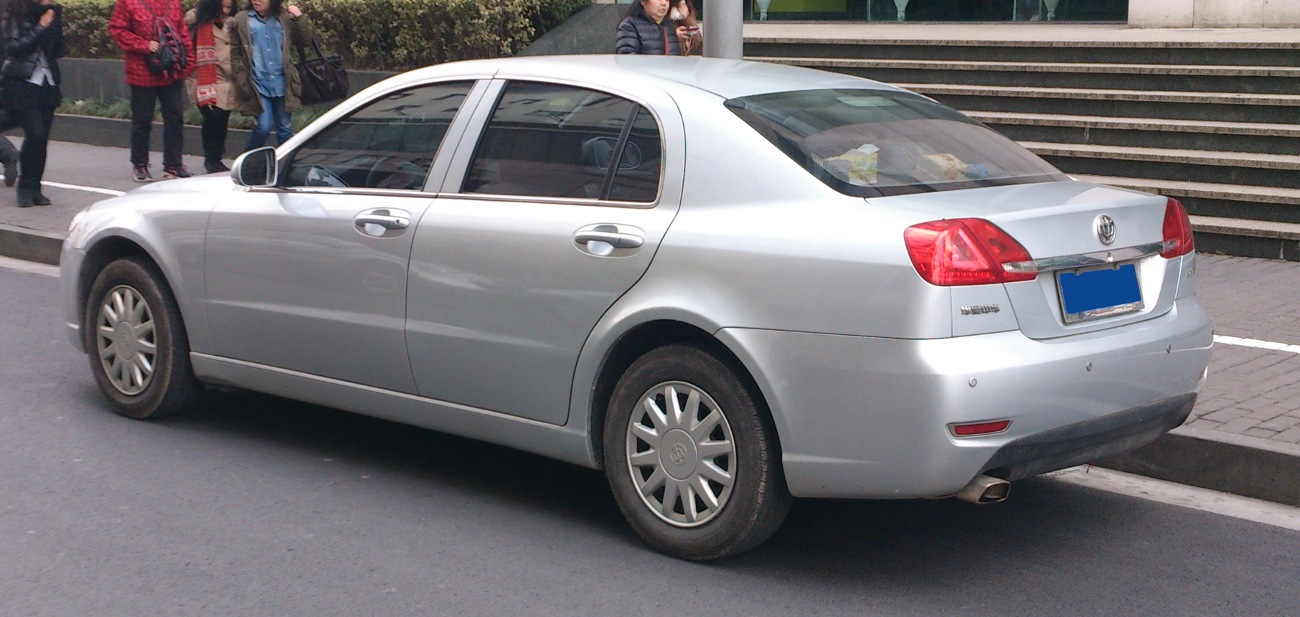
Heckansicht
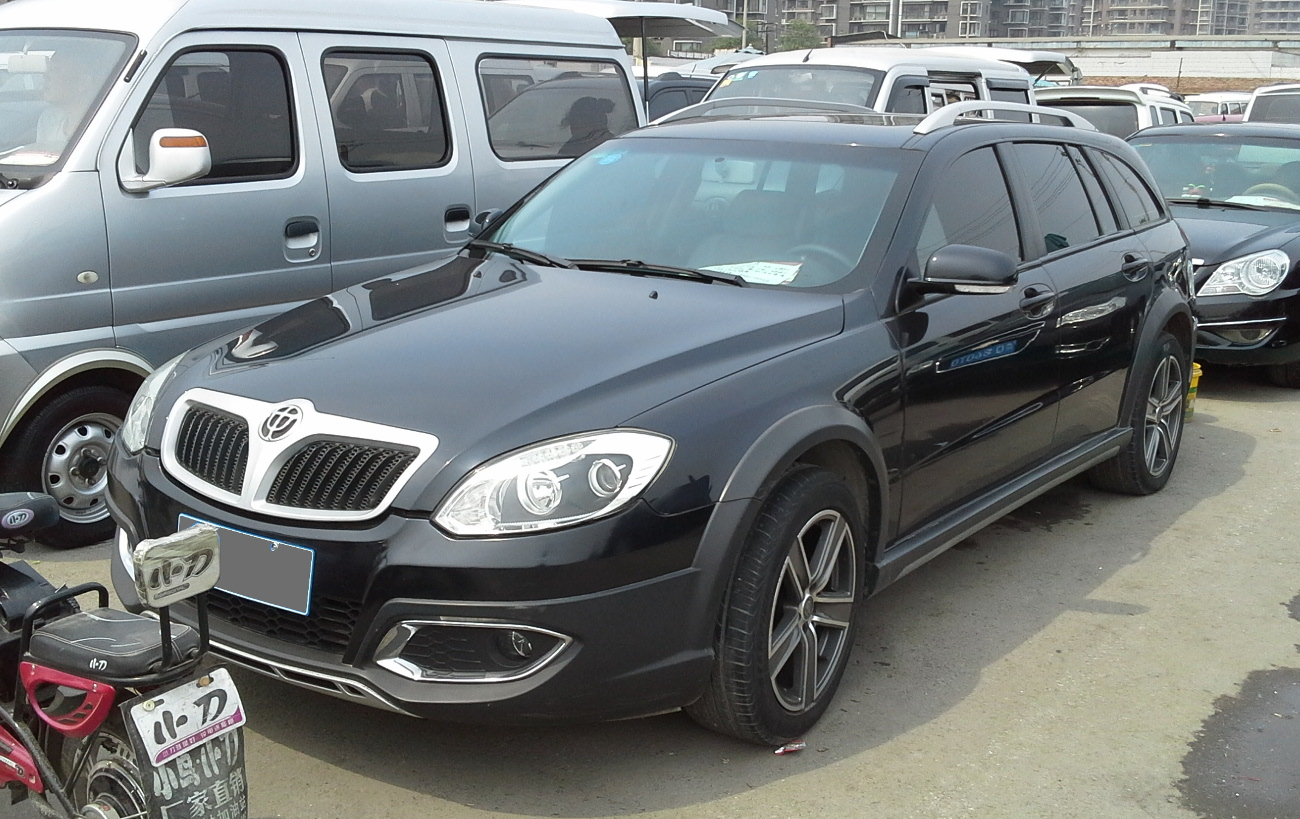
Cross Wagon Frontansicht
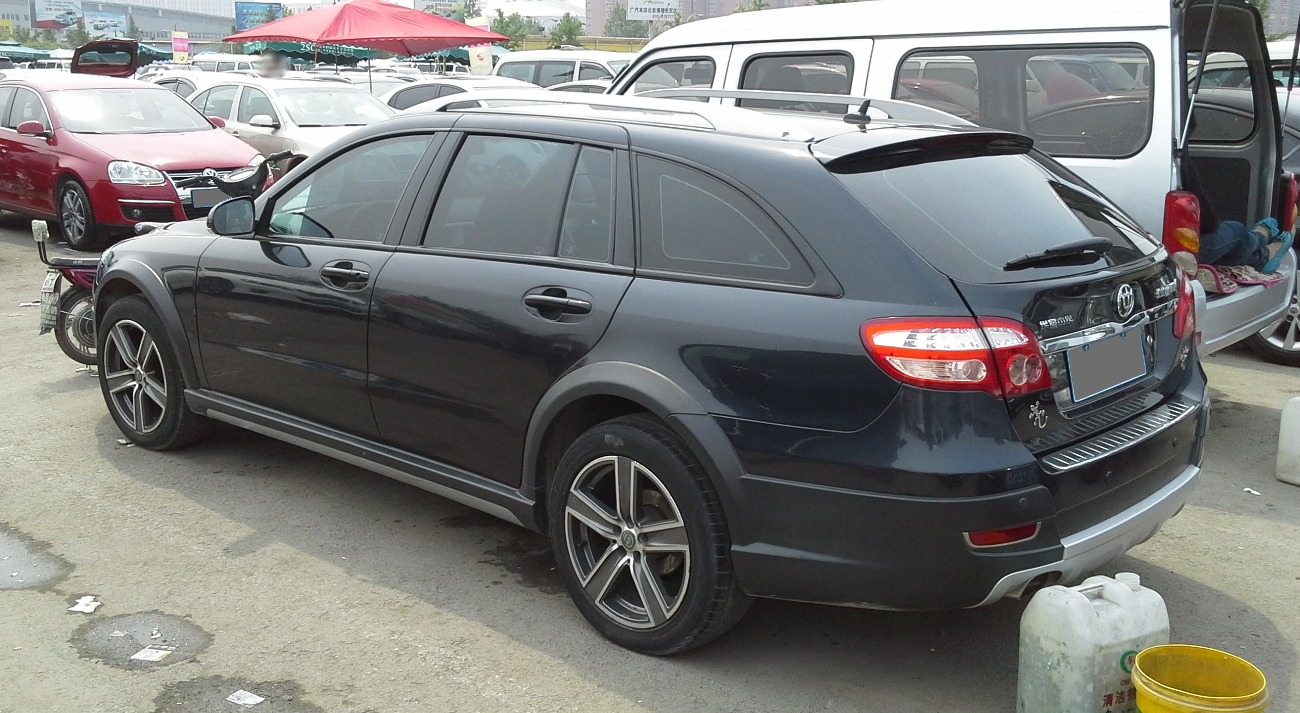
Cross Wagon Heckansicht